# John Michael Rysbrack

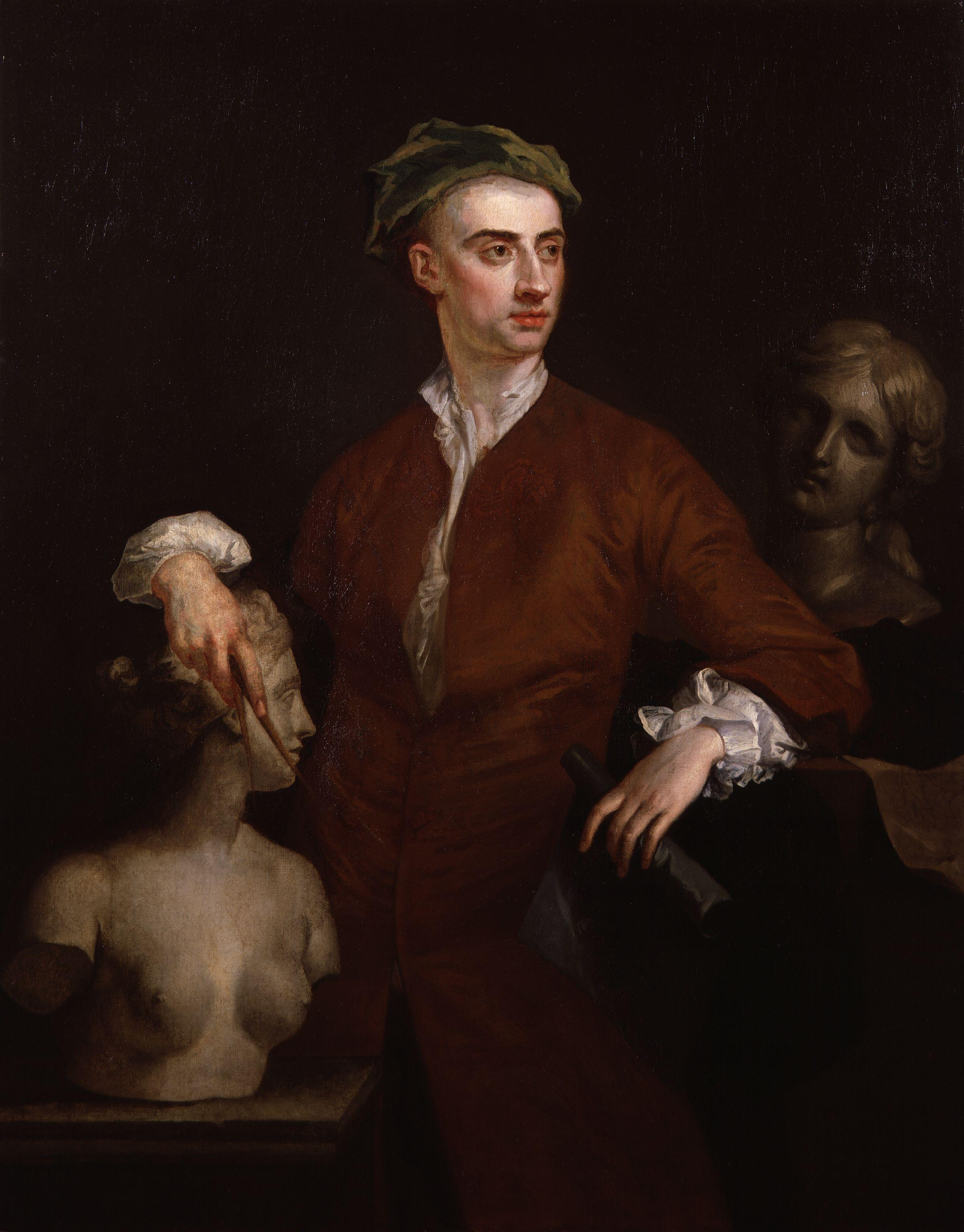
John Michael Rysbrack door John Vanderbank

John Michael Rysbrack (Antwerpen, 27 juni 1684 - Londen, 8 januari 1770), ook gekend als Jan Michiel Rijsbrack, was een Zuid-Nederlands beeldhouwer en tekenaar. Hij was van 1706 tot 1712 leerling van Michiel van der Voort. De Antwerpse Sint-Lucasgilde vermeldde hem als vrijmeester in 1714.

## Biografie
In 1720 vertrok hij, samen met zijn broer Pieter Andreas Rysbrack naar Londen. Hij werkte er eerst samen met architect James Gibbs, voornamelijk aan grafmonumenten. In Engeland werd hij in die periode beschouwd als de beste beeldhouwer die daar werkzaam was. Zijn vroege periode kenmerkt zich door een aantal reliëfs, geïnspireerd door de antieken en vernieuwende portretten all'antica of met een informele houding.
Vanaf 1730 en tot 1745 ontwikkelde Rysbrack een eigen levendige en eclectische stijl. Een uiting hiervan is het grafmonument van de eerste hertog van Marlborough uit 1733 te Blenheim Palace en het ruiterbeeld van Willem III (1736) te Bristol. Een van zijn bekendste werken is het grafmonument voor Isaac Newton in de Westminster Abbey. Hij gebruikte het dodenmasker dat kort na Newtons dood werd gemaakt van zijn gelaat.

Alhoewel zijn populariteit taande na 1745 bleef zijn werk kwaliteitsvol.
Als tekenaar was hij ook erg productief. Hij maakte een aantal ontwerpen in roodkrijt, geïnspireerd door andere kunstenaars. Twintig versies van een niet gerealiseerd monument voor de hertog van Argyll zijn van hem bewaard.

## Galerij

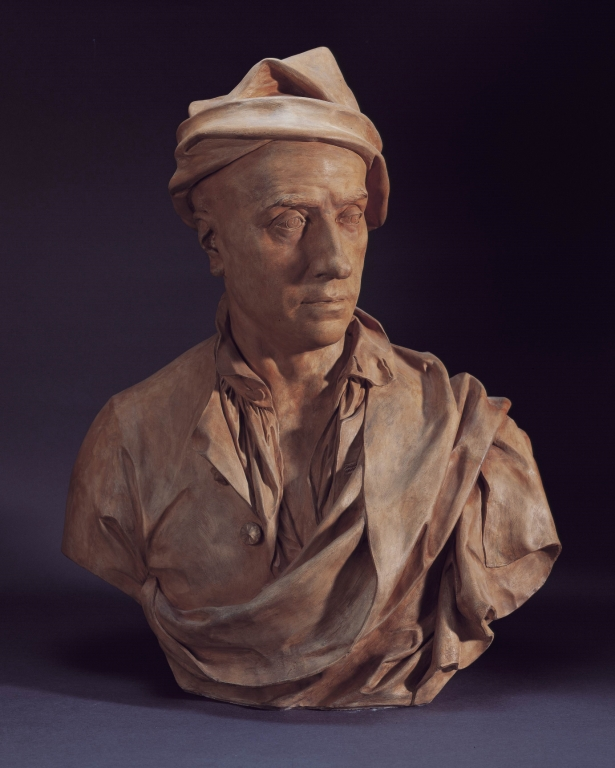
Zelfportret, een terracotta (ca. 1730), aangekocht door het Erfgoedfonds
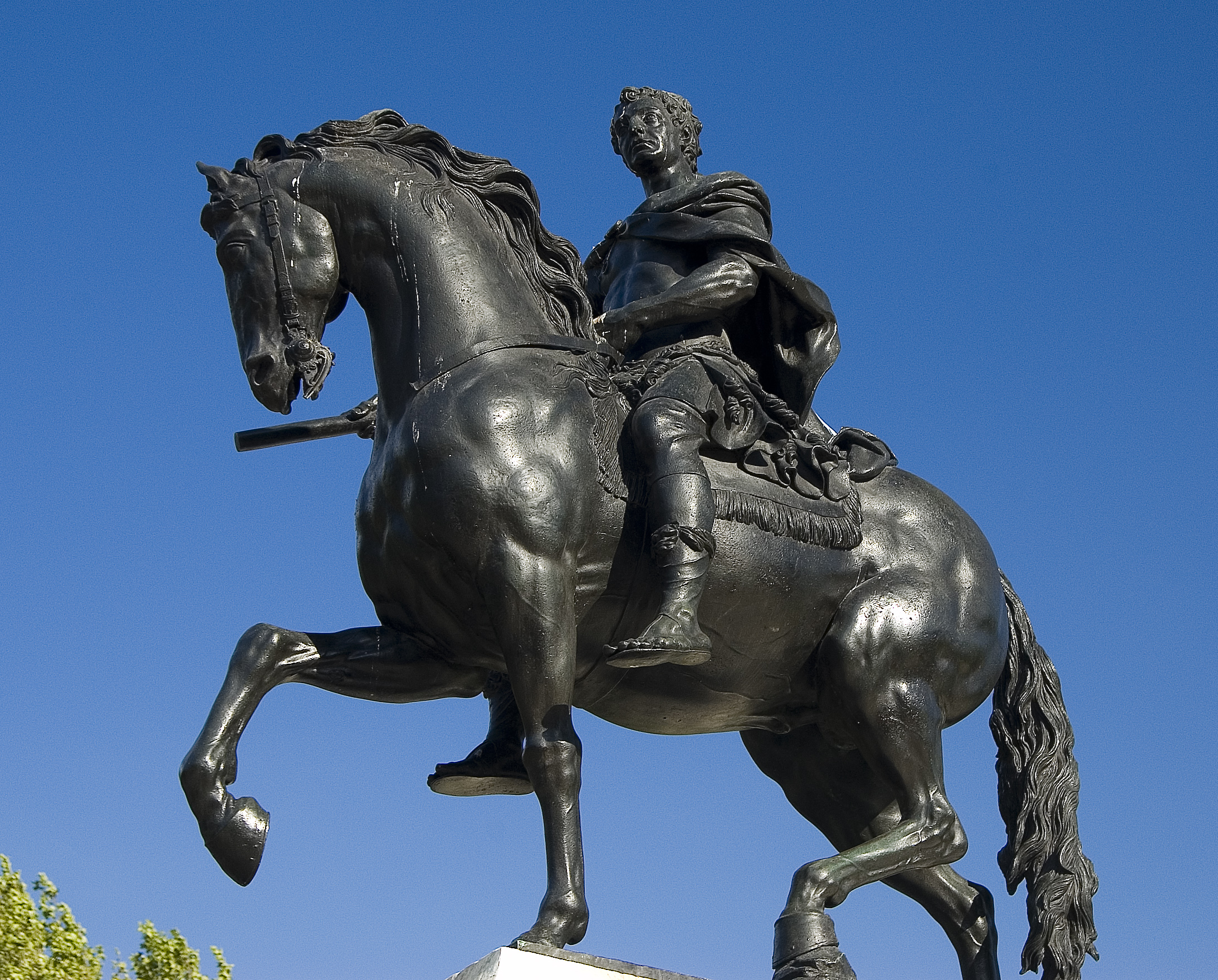
Ruiterbeeld van Willem III van Oranje
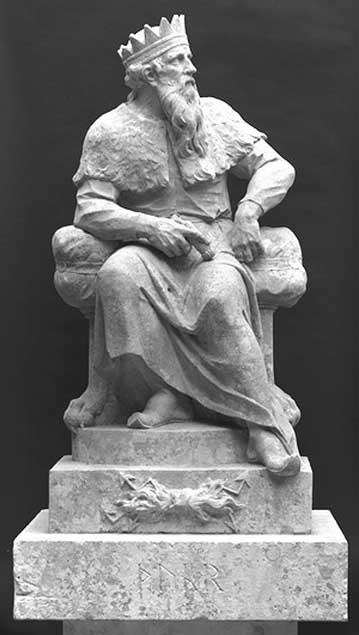
Thuner, oorspronkelijk in de tuinen van Stowe House, nu in het V&A Museum, Londen, Engeland
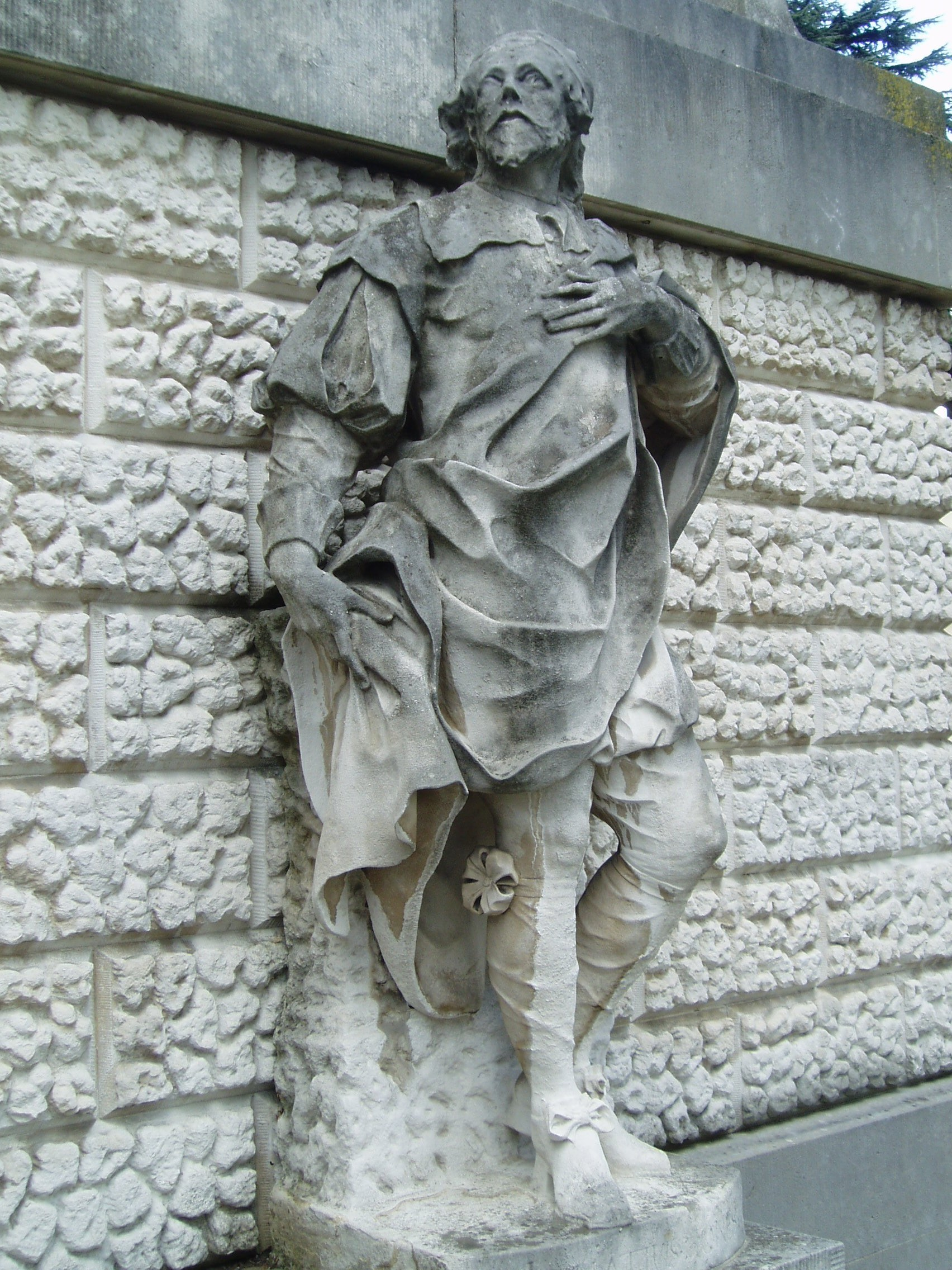
Inigo Jones, Chiswick House, Londen
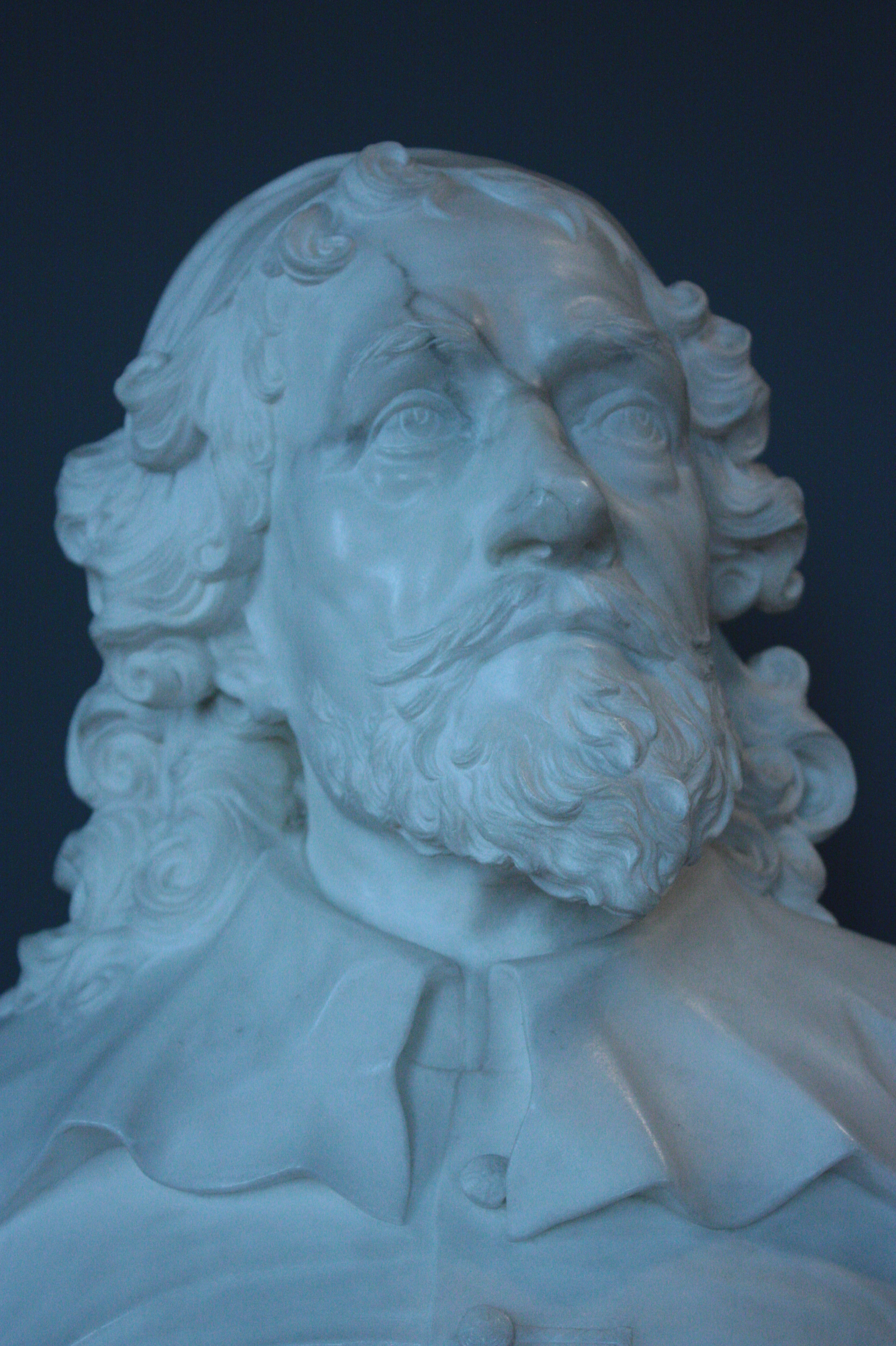
Buste van Inigo Jones, 1725
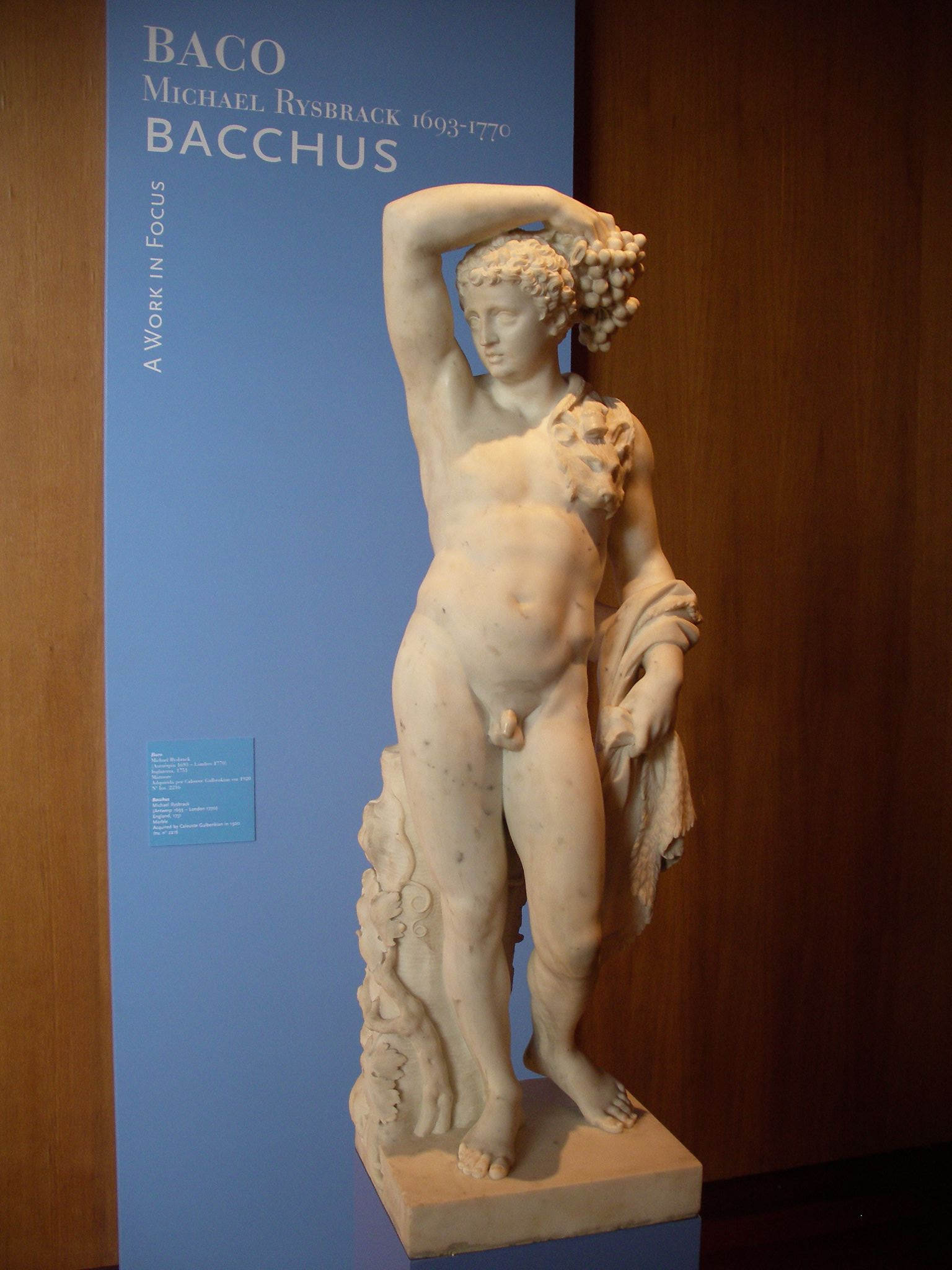
Bacchus, Museu Calouste Gulbenkian
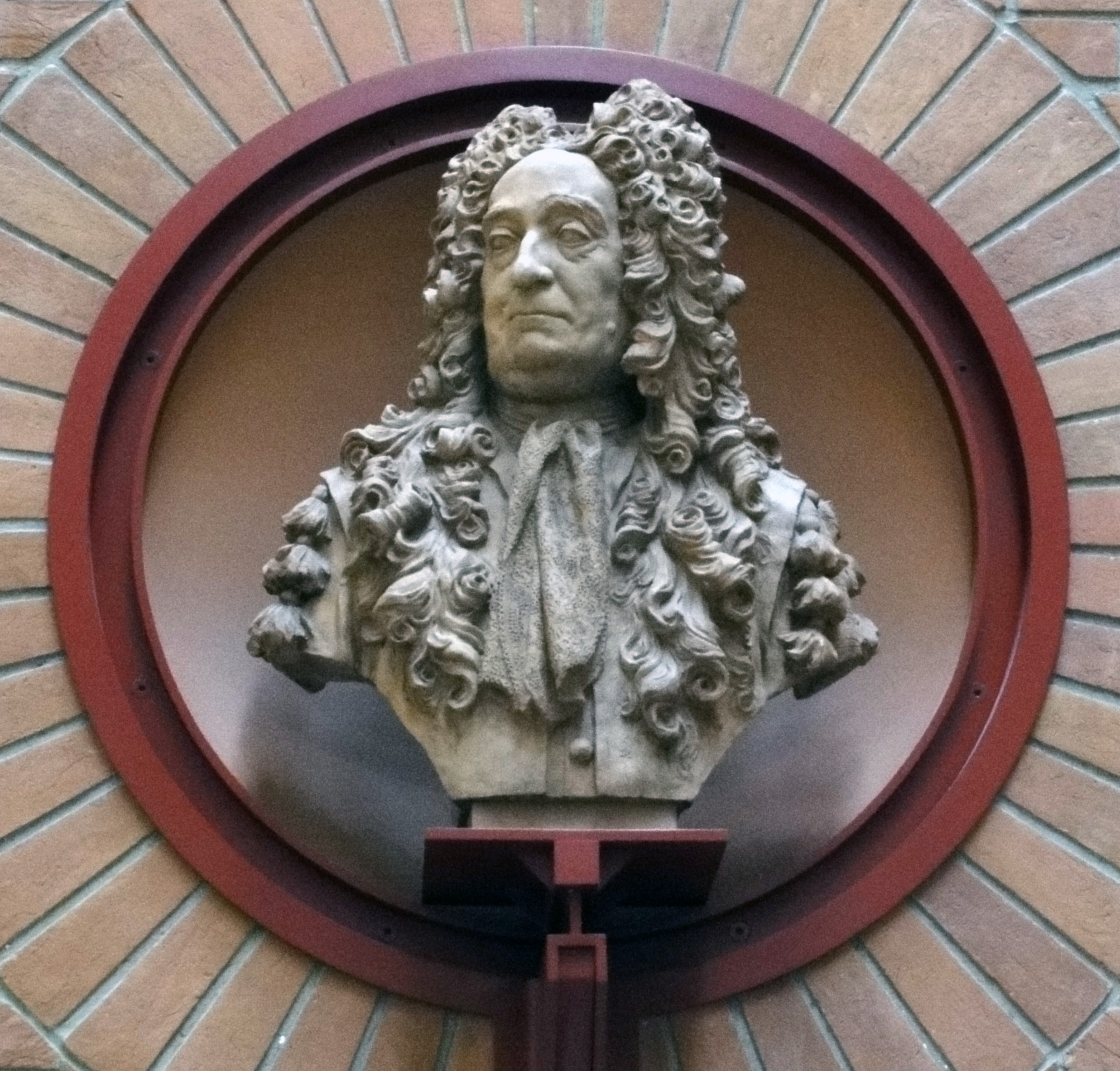
Hans Sloane, British Library, Londen
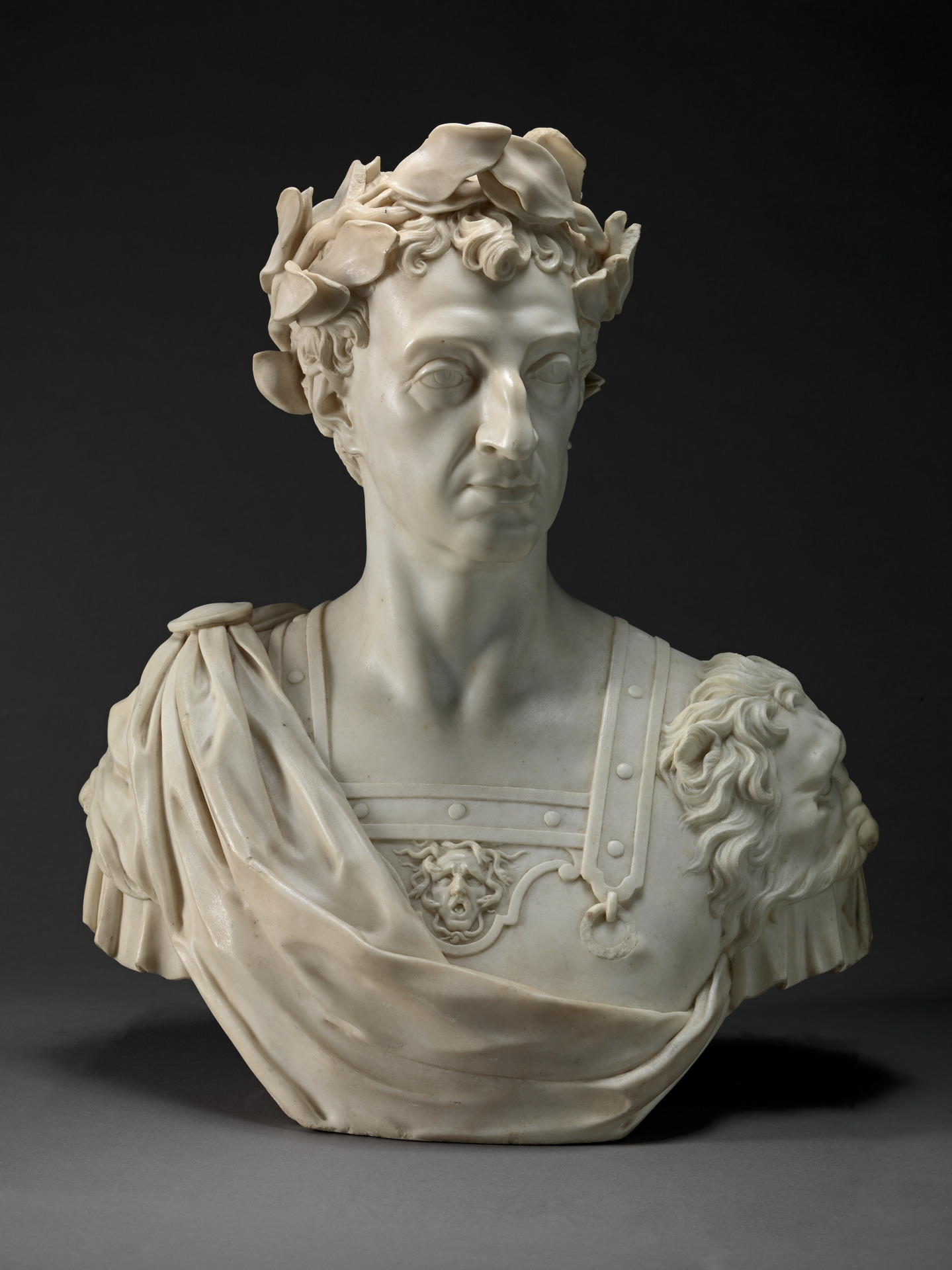
Marmeren buste van William III, ca. 1736, Yale Center for British Art, New Haven, Connecticut
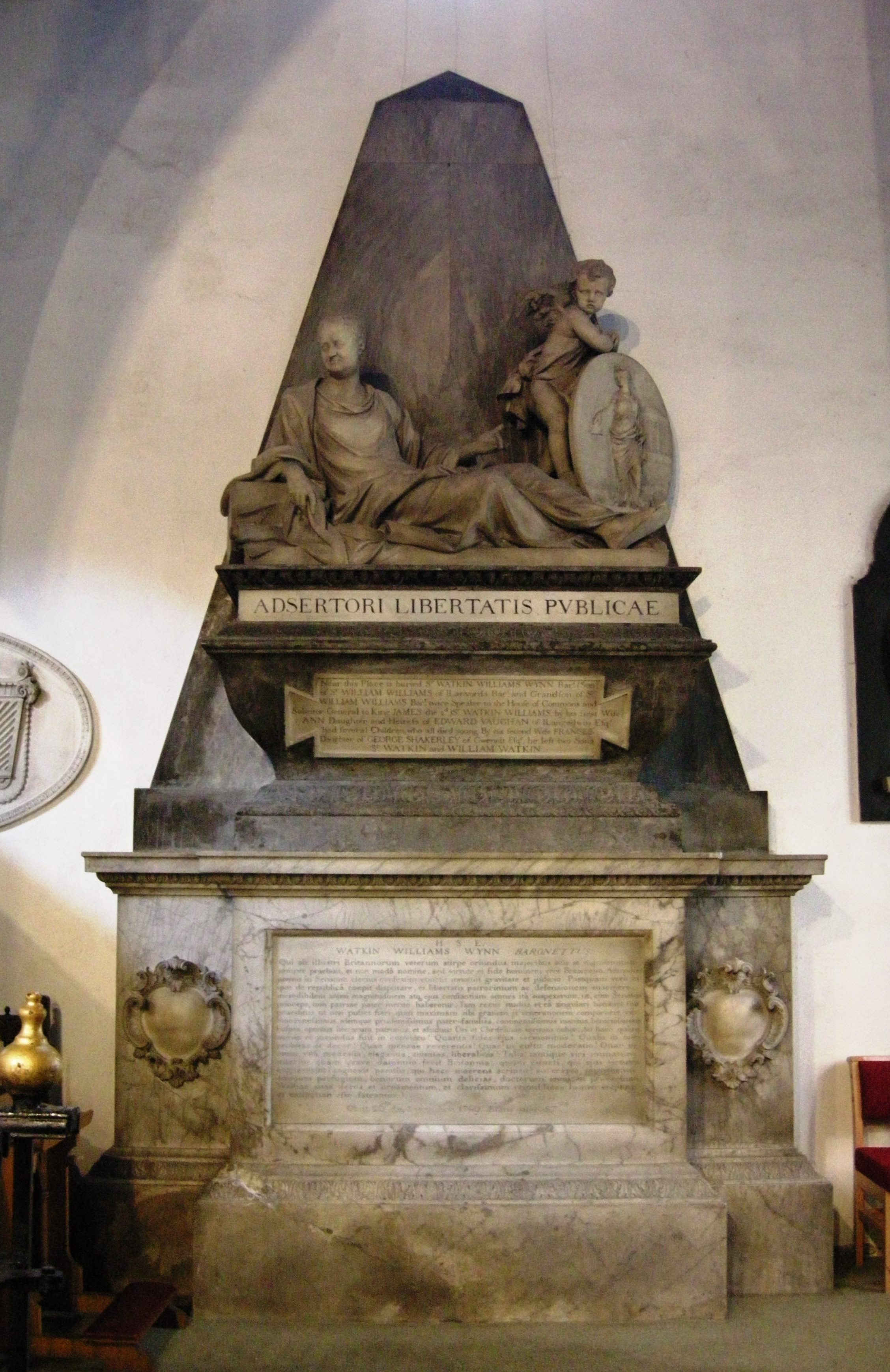
Grafmonument voor Sir Watkin Williams-Wynn, Ruabon, Denbighshire, opgericht 1755
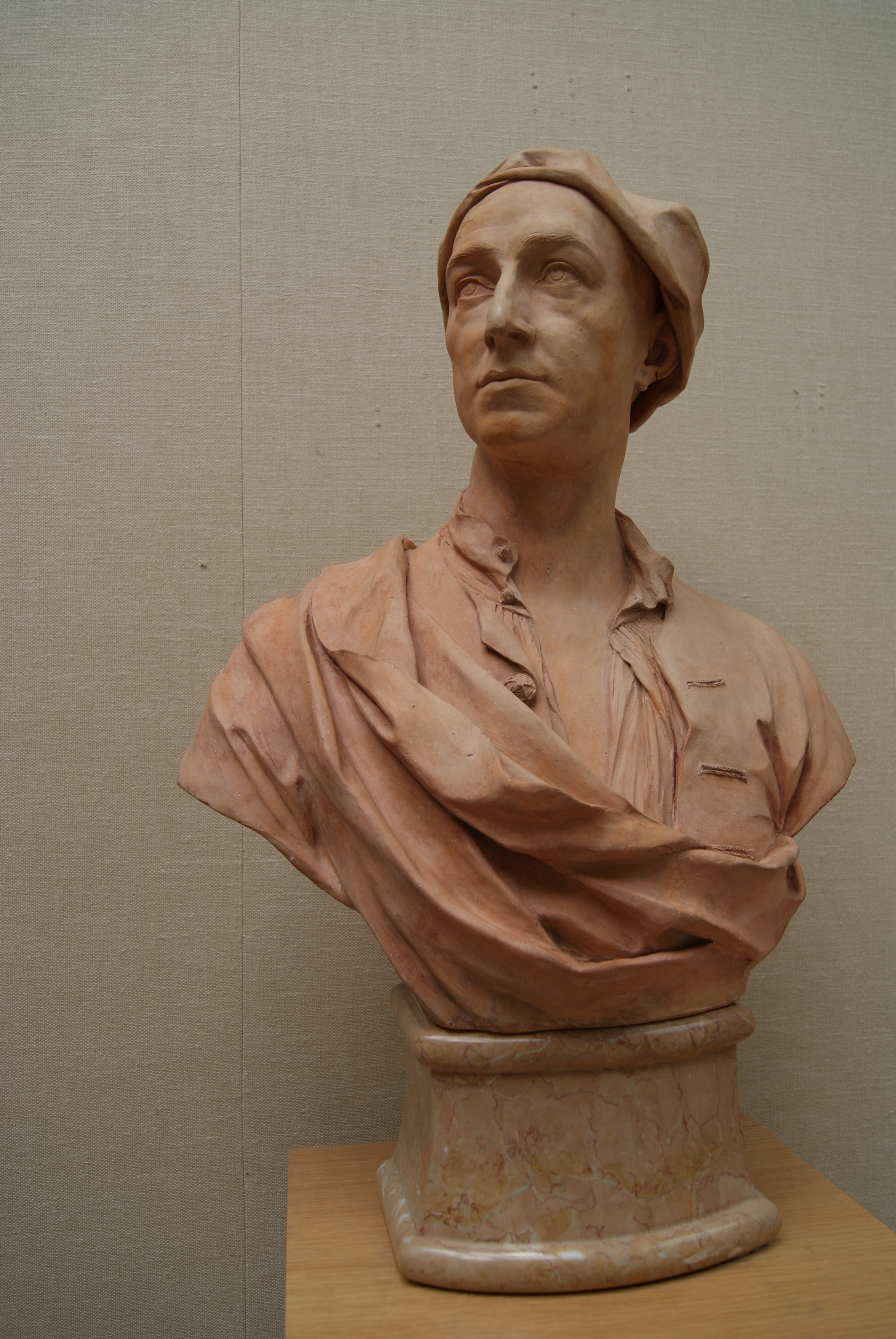
Buste van een man, waarschijnlijk Peter Tillemans, 1727, Yale Center for British Art
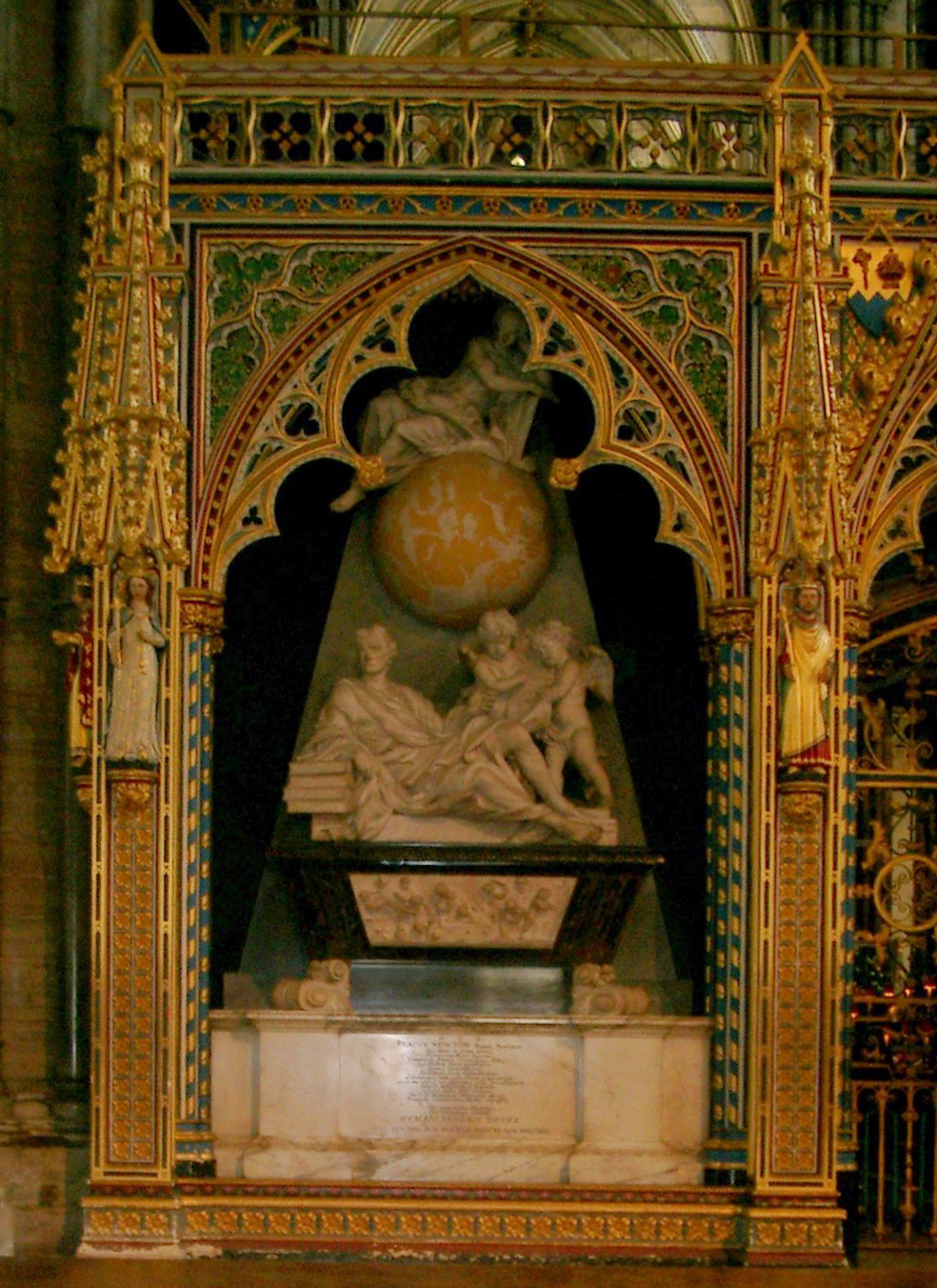
Grafmonument voor Isaac Newton in Westminster Abbey

- Bibliothèque nationale de France: cb129184456 (data)
- Biografisch Portaal: 50034132
- Gemeinsame Normdatei: 126790949
- International Standard Name Identifier: 0000 0000 3436 2975
- Library of Congress Control Number: n83231333
- Nederlandse Thesaurus van Auteursnamen: 069423547
- RKD-Nederlands Instituut voor Kunstgeschiedenis: 67019
- SNAC: w6zp8f18
- Système universitaire de documentation: 160127173
- Union List of Artist Names: 500025048
- Virtual International Authority File: 72395802
- WorldCat: E39PBJkHqgPxyXkQHM3MKc6kDq